# Accoona
Accoona Corporation è stata una internet company statunitense. Il suo prodotto di punta era un motore di ricerca che si dichiarava dotato di intelligenza artificiale per meglio eseguire ricerche in rete; altra caratteristica peculiare del motore era la funzione di Business Search.
Il 23 giugno 2005, negli studi dell'ABC di Times Square l'Accoona Toolbar guidata dal prototipo Fritz 9, giocò contro il campione di scacchi Rustam Qosimjonov.
Nel 2008, dopo problemi riguardanti una offerta pubblica iniziale, Accoona cessò ufficialmente la propria attività.
I domini e le funzioni di ricerca di Accoona vennero acquisiti dal motore di ricerca Business-to-business di Masterseek il 30 ottobre 2008.

## Caratteristiche del motore di ricerca

### Business search
Accoona dichiarava di possedere il più vasto database proprietario di informazioni aziendali. Oltre 5 milioni di queste aziende erano aziende private cinesi.

### SuperTarget
Accoona SuperTarget permetteva all'utente di selezionare una parola chiave e di ordinare i risultati in base a questa parola come se questa fosse prioritaria rispetto agli altri criteri di ricerca.

## Alleanze
Accoona forniva la sua tecnologia di ricerca ai portali cinesi Sina.com e Sohu e aveva siglato un accordo ventennale con il quotidiano cinese in lingua inglese China Daily.

## Stampa
- L'8 dicembre 2004 Accoona ha chiamato Bill Clinton come portavoce
- È stata oggetto di significante attenzione dopo che molti forum sono stati oggetto di spamming pubblicitario di Accoona
- Accoona è stata selezionata tra i 50 Coolest Websites  del 2006 da Time[2]